# Luna 10
El Luna 10 (sèrie E-6S) va ser una missió de nau espacial robòtica soviètica del Programa Luna, també anomenada Lunik 10.
La nau del Luna 10 va ser llançada cap a la Lluna des de la plataforma orbitadora de la Terra el 31 de març de 1966. Va ser el primer satèl·lit artificial a la Lluna (o un altre cos celeste). La nau va entrar en òrbita lunar el 3 d'abril de 1966 i va completar la seva primera òrbita 3 hores després (el 4 d'abril en hora de Moscou).
Els instruments científics inclouen un espectròmetre de raigs gamma per energies entre 0,3—3 MeV (50–500 pJ), un magnetòmetre triaxial, un detector de meteorits, instruments per estudis solars i de plasma, i dispositius per mesurar emissions en infraroig de la Lluna i les condicions de radiació de l'ambient lunar. Es van dur a terme també estudis gravitacionals. La nau espacial va emetre cap a la Terra La Internacional durant el XXIII Congrés del Partit Comunista de la Unió Soviètica. El Luna 10 es va alimentar en bateria i operava per 460 òrbites lunars i amb 219 transmissions de dades actives abans de perdre els senyals de ràdio el 30 de maig de 1966.
Després d'una correcció a mig camí l'1 d'abril, el Luna 10, el segon de dos sondes soviètiques Ye-6S precipitadament preparades (és a dir, la reserva), va entrar amb èxit en òrbita lunar dos dies després a les 18:44 UT, convertint-se així en el primer objecte fet per l'home en entrar en òrbita al voltant d'un altre cos planetari. Un compartiment instrumental de 245 kg, es va separar de la part principal de la sonda, i va estar en una òrbita de 350 x 1,000-km inclinat a 71,9° de l'equador lunar.
La nau espacial va transportar un conjunt d'oscil·ladors d'estat sòlid que havien estat programats per reproduir les notes de La Internacional, de manera que pogués ser transmès en directe en el 23è Congrés del Partit Comunista de la Unió Soviètica. Durant un assaig a la nit del 3 d'abril, la reproducció va ser bona, però l'endemà al matí, però van descobrir que una nota faltava i es va reproduir la nit anterior a la reunió; que era una transmissió en directe des de la Lluna. El Luna 10 va realitzar extensa investigació duta a terme en l'òrbita lunar, recopilant dades importants sobre la força del camp magnètic de la Lluna, els seus cinturons de radiació, i la naturalesa de les roques lunars (que van resultar ser comparables a les roques de basalt terrestres), raigs còsmics, i densitat dels micrometeoroides. La seva troballa més important va ser la primera evidència de concentracions de massa (anomenada “mascons”)—àrees d'alta densitat per sota de les conques d'egua que distorsionen les trajectòries orbitals. El seu descobriment ha estat generalment acreditat als Lunar Orbiters americans. L'últim contacte va ser el 30 de maig de 1966.
- Data/Hora Llançament: 1966-03-31 a les 10:48:00 UTC
- Massa en sec orbital: 540 kg